# Jesper Due
Jesper Due (født 1944, død 23. december 2021) var mag.art. i kultursociologi (1976) og fil.dr. i sociologi (1991). Han har arbejdede sammen med Jørgen Steen Madsen med forskellige former for arbejdsmarkedssociologi.
Han blev professor i 2005 ved Forskningscenter for Arbejdsmarkeds- og Organisationsstudier (FAOS), som er et eksternt finansieret center tilknyttet Sociologisk Institut på Københavns Universitet.